# Mirakelbarsche
Die Familie der Mirakelbarsche  (Plesiopidae), auch Rundköpfe genannt, gehört zur Gruppe der Barschverwandten und umfasst zwölf Gattungen mit über 50 Arten. Alle Mirakelbarsche kommen aus dem tropischen und subtropischen Indopazifik. Das südlichste Vorkommen liegt an den Küsten Tasmaniens.

## Merkmale
Es sind langgestreckte Fische mit stumpf abgerundeten Köpfen, großen Mäulern und Augen. Die verschiedenen Arten werden einen bis 30 cm lang. Ihr Seitenlinienorgan ist unvollständig oder unterbrochen, ihre Schuppen groß. Die Bauchflossen sind lang ausgezogen.

## Lebensweise
Mirakelbarsche sind vorwiegend dämmerungsaktiv und verstecken sich am Tag in Höhlen und Spalten. Nur die Gattung Trachinops lebt im Freiwasser. Sie leben räuberisch von kleinen Krebstieren und Fischen. Sie laichen in Höhlen und betreiben Brutpflege. Der Augenfleck-Mirakelbarsch (Calloplesiops altivelis) und zwei Assessor-Arten werden für aquaristische Zwecke gefangen und in die wohlhabenden Länder importiert.

## Systematik
Mirakelbarsche sind nah mit den Zwergbarschen (Pseudochromidae), Riffbarschen (Pomacentridae) und Aalbarschen (Congrogadidae) verwandt. Es werden zwei Unterfamilien, elf Gattungen und 50 Arten unterschieden:

### Plesiopinae

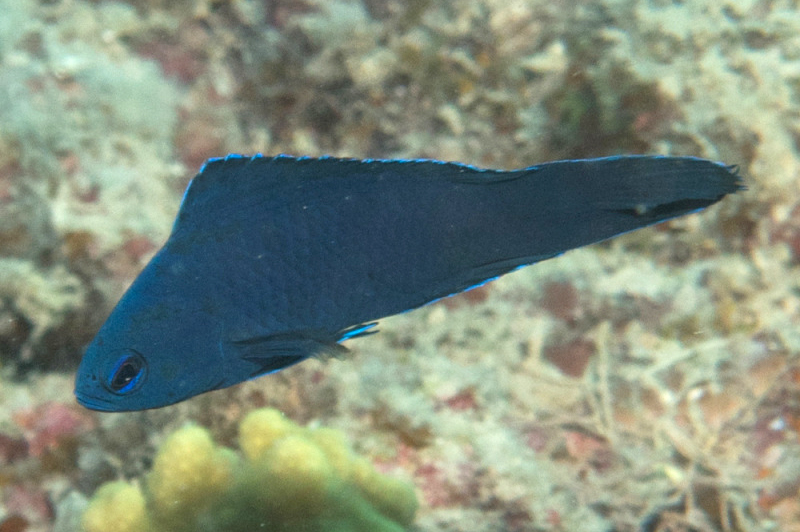
Blauer Mirakelbarsch (Assessor macneilli)

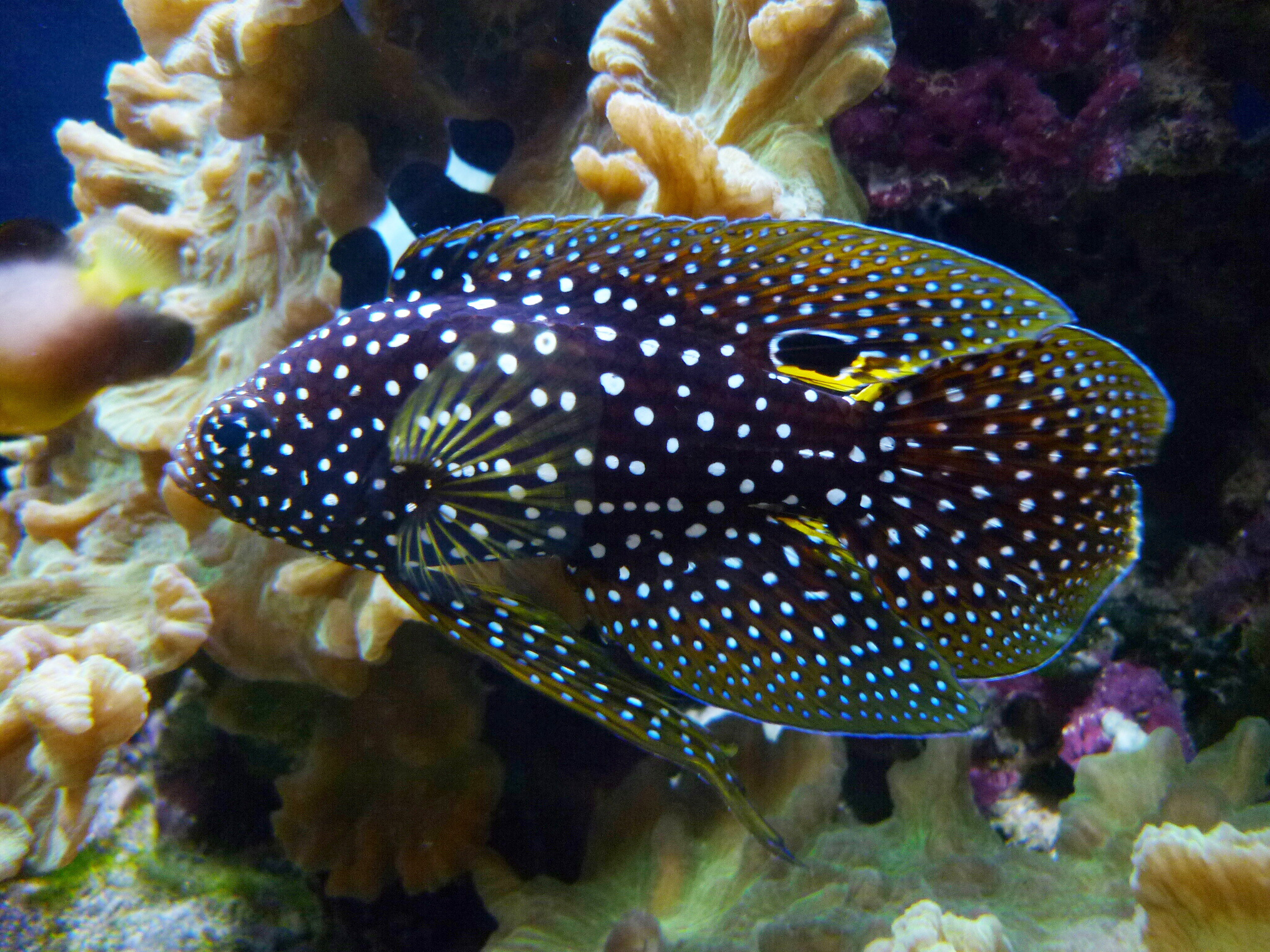
Augenfleck-Mirakelbarsch
(Calloplesiops altivelis)

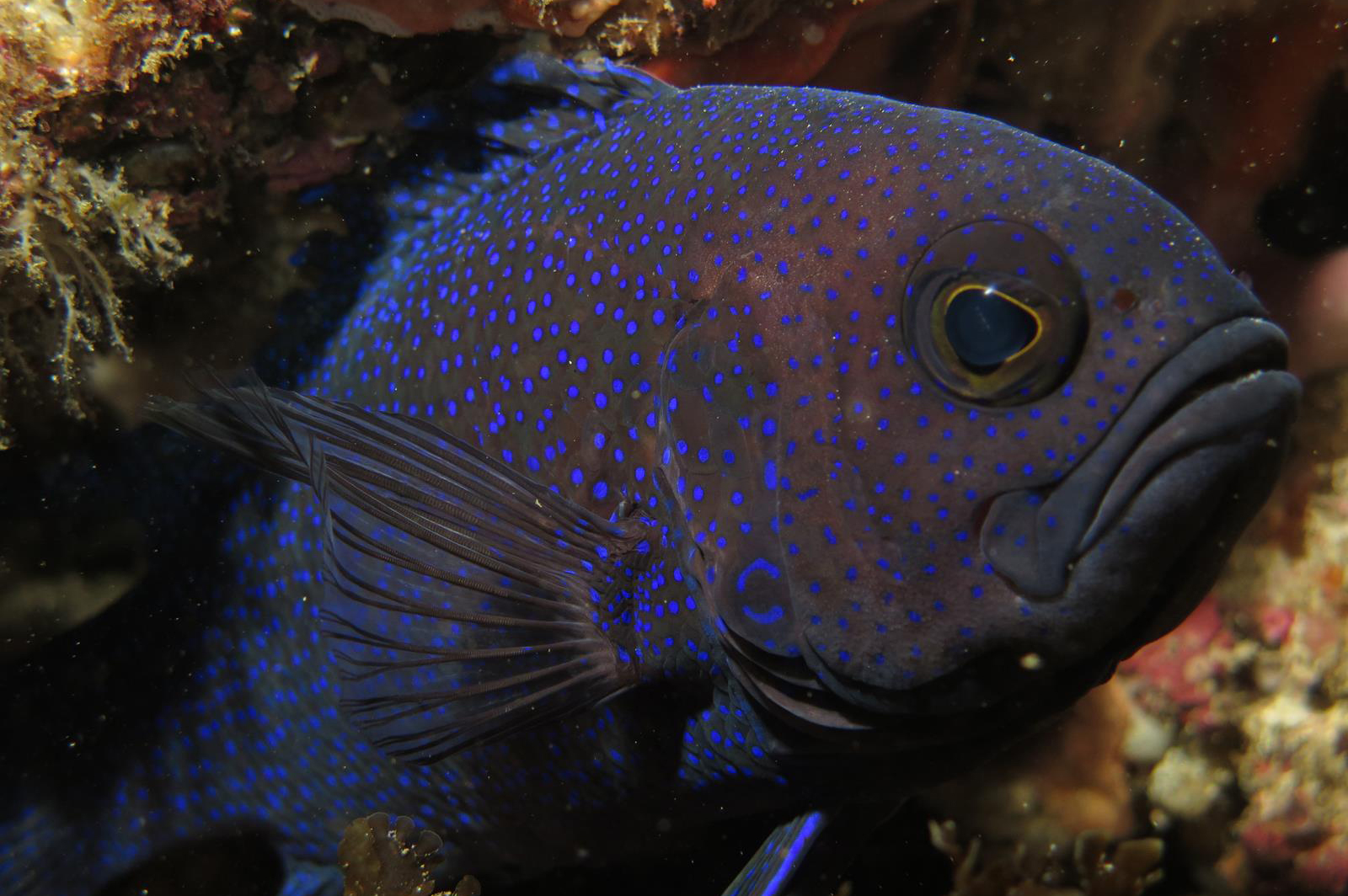
Blaupunkt Mirakelbarsch (Paraplesiops meleagris)

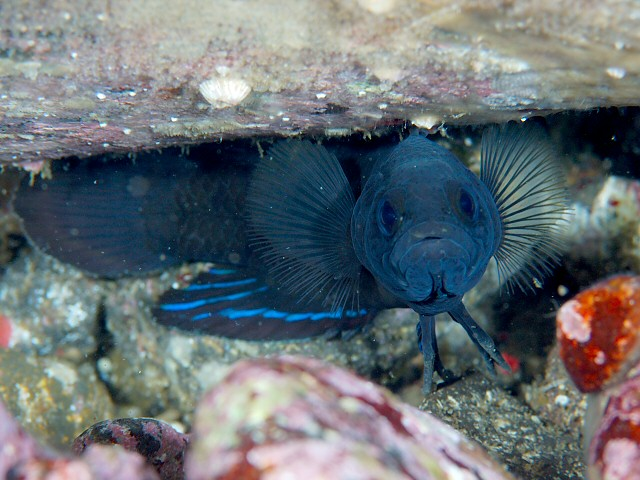
Plesiops coeruleolineatus

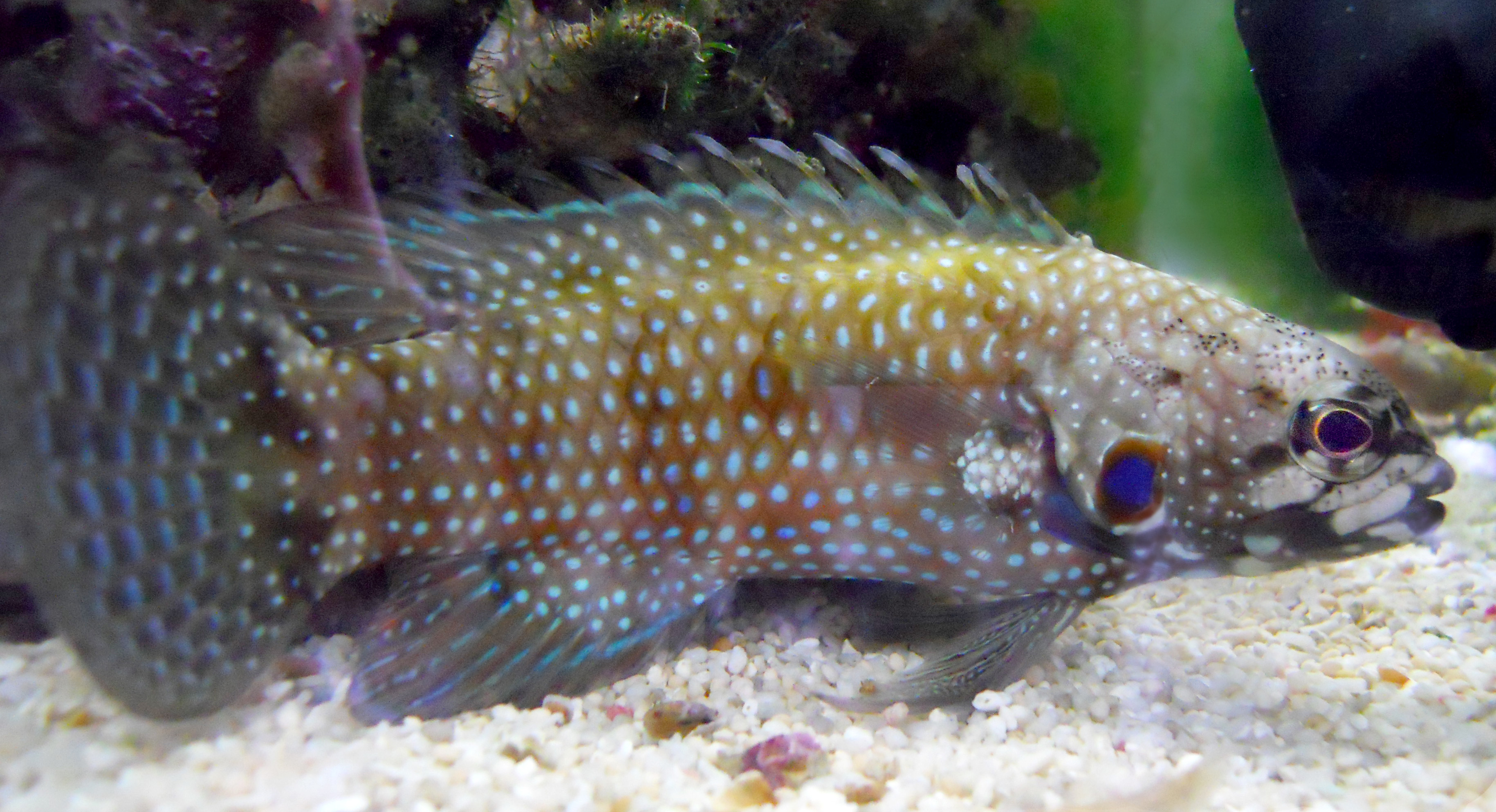
Blaupunkt Mirakelbarsch (Plesiopsis corallicola)

Die Plesiopinae haben Schuppen auf der Kopfoberseite und den Kiemendeckeln.
Flossenformel: Dorsale XI–XV/6–21, Anale III/7–23, Ventrale I/4
- Assessor Whitley, 1935
  - Gelber Mirakelbarsch (Assessor flavissimus Allen & Kuiter, 1976)
  - Blauer Mirakelbarsch (Assessor macneilli Whitley, 1935)
  - Randalls Mirakelbarsch (Assessor randalli Allen & Kuiter, 1976)
- Calloplesiops Fowler and Bean, 1930
  - Augenfleck-Mirakelbarsch (Calloplesiops altivelis (Steindachner, 1903))
  - Phantom-Mirakelbarsch (Calloplesiops argus Fowler & Bean, 1930)
- Fraudella Whitley, 1935
  - Fraudella carassiops Whitley, 1935.
- Paraplesiops Bleeker, 1875
  - Alisons Mirakelbarsch (Paraplesiops alisonae Hoese & Kuiter, 1984)
  - Bleekers Mirakelbarsch (Paraplesiops bleekeri (Günther, 1861))
  - Blaupunkt Mirakelbarsch (Paraplesiops meleagris (Peters, 1869))
  - Powers Mirakelbarsch (Paraplesiops poweri Ogilby, 1908)
  - Sinclairs Mirakelbarsch (Paraplesiops sinclairi Hutchins, 1987)
- Plesiops Oken, 1817
  - Blaukiemen-Mirakelbarsch (Plesiops corallicola Bleeker, 1853)
  - Plesiops facicavus Mooi, 1995.
  - Plesiops genaricus Mooi & Randall, 1991.
  - Plesiops gracilis Mooi & Randall, 1991.
  - Plesiops insularis Mooi & Randall, 1991.
  - Plesiops malalaxus Mooi, 1995.
  - Plesiops multisquamata Inger, 1955.
  - Plesiops mystaxus Mooi, 1995.
  - Plesiops nakaharai Tanaka, 1917.
  - Plesiops auritus Mooi, 1995.
  - Plesiops cephalotaenia Inger, 1955.
  - Plesiops coeruleolineatus Rüppell, 1835.
  - Schwarzer Mirakelbarsch (Plesiops nigricans (Rüppell, 1828))
  - Plesiops oxycephalus Bleeker, 1855.
  - Plesiops polydactylus Mooi, 1995.
  - Plesiops thysanopterus Mooi, 1995.
  - Plesiops verecundus Mooi, 1995.
- Steeneichthys Allen & Randall, 1985 Trachinops taeniatus

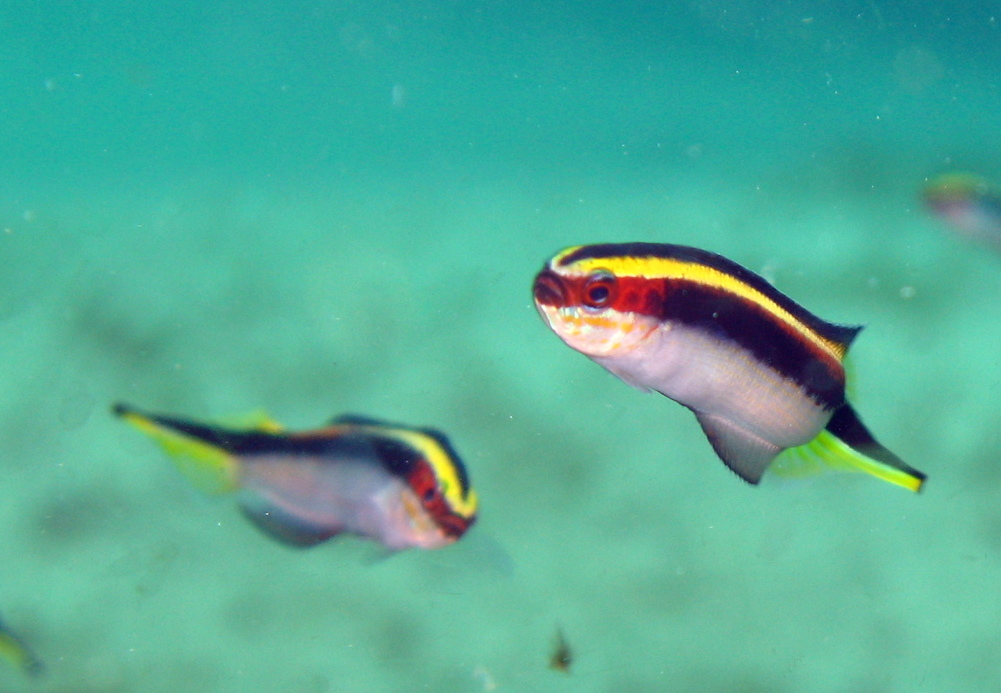
Trachinops taeniatus

  - Steeneichthys nativitatus Allen, 1997.
  - Steeneichthys plesiopsus Allen & Randall, 1985.
- Trachinops Günther, 1861
  - Trachinops brauni Allen, 1977.
  - Trachinops caudimaculatus McCoy, 1890.
  - Trachinops noarlungae Glover, 1974.
  - Trachinops taeniatus Günther, 1861.

### Acanthoclininae

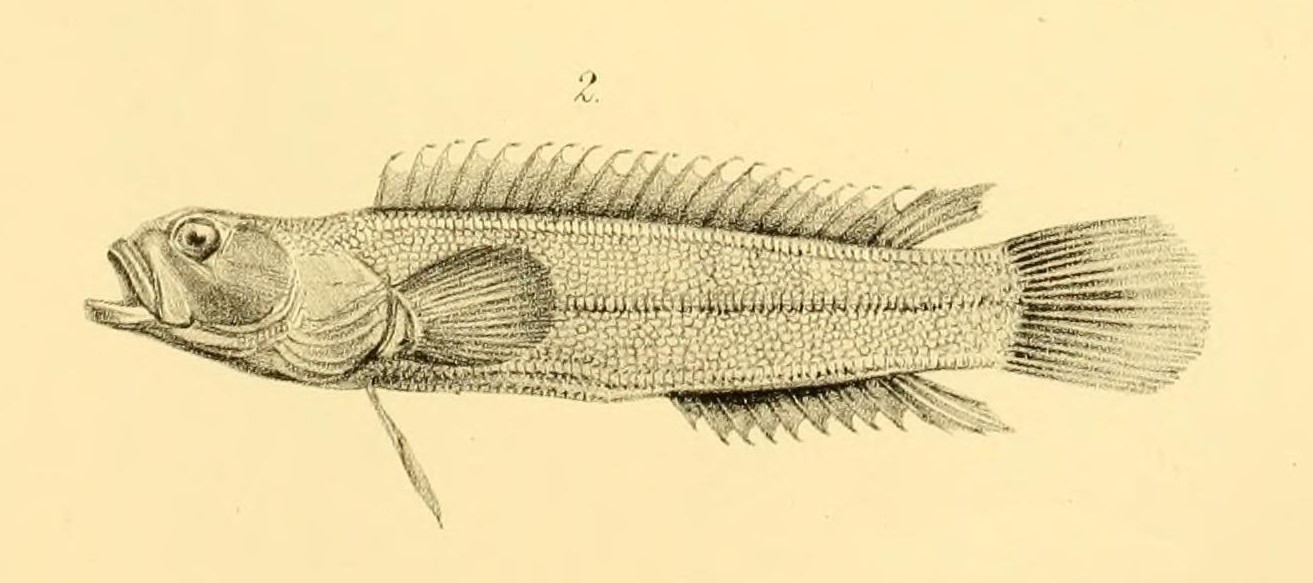
Acanthoclinus fuscus

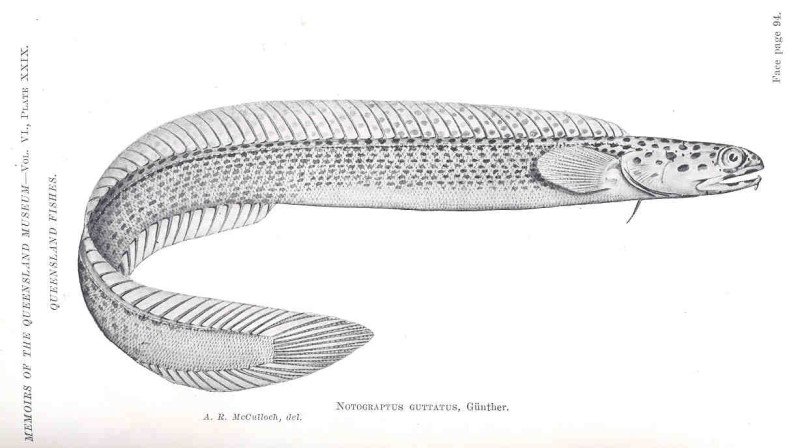
Notograptus guttatus

Die Acanthoclininae, im deutschen auch Stachelrückenbarsche genannt, haben schuppenlose Köpfe.
Flossenformel: Dorsale XVII–XXVI/2–6, Anale VII–XVI/2–6, Ventrale I/2
- Acanthoclinus Jenyns, 1841
  - Acanthoclinus fuscus Jenyns, 1842.
  - Acanthoclinus littoreus (Forster, 1801).
  - Acanthoclinus marilynae (Hardy, 1985).
  - Acanthoclinus matti (Hardy, 1985).
  - Acanthoclinus rua (Hardy, 1985).
- Acanthoplesiops Regan, 1912
  - Acanthoplesiops echinatus Smith-Vaniz & Johnson, 1990.
  - Acanthoplesiops hiatti Schultz, 1953.
  - Acanthoplesiops indicus (Day, 1888).
  - Acanthoplesiops psilogaster Hardy, 1985.
- Beliops Hardy, 1985
  - Beliops batanensis Smith-Vaniz & Johnson, 1990.
  - Beliops xanthokrossos Hardy, 1985.
- Belonepterygion McCulloch, 1915
  - Belonepterygion fasciolatum (Ogilby, 1889).
- Notograptus Günther, 1867
  - Notograptus gregoryi Whitley, 1941
  - Notograptus guttatus Günther, 1867